# Колодиев, Николай Яковлевич
Николай Яковлевич Колодиев (12 ноября 1909 год, Бутурлиновка — 27 октября 1940 год, около пол-о. Камчатки) — советский гидрограф и полярный исследователь.

## Биография
Родился в городе Бутурлиновка. После окончания средней школы, три года служил на Дальнем востоке. В 1939 году окончил Ленинградский Гидрографический институт, ныне Государственный университет морского и речного флота имени адмирала С. О. Макарова.
С 1937 по 1938 года будучи студентом участвовал в научных экспедициях на ледоколе «Георгий Седов». В 1940 году возглавил гидрографическую экспедицию на судне «Вихрь» с целью измерения океанических глубин от Белого моря до Берингского пролива. По окончании экспедиции, отправился на ледоколе «Малыгин» из бухты Провидения до Владивостока. Ледокол потерпел бедствие у берегов Камчатки во время сильного шторма, весь экипаж погиб.

## Память
На доме, в котором родился и жил Колодиев (улица Колодиева, 37) установлена мемориальная доска. Имя Колодиева носят улица и школа в городе Бутурлиновка, бухта на острове Нансена.